# Parker Hannifin
Корпорація Parker-Hannifin, спочатку Parker Appliance Company, яку зазвичай називають просто Parker, є американською корпорацією, що спеціалізується на технологіях руху та управління. Головний офіс компанії знаходиться в Мейфілд-Гайтс, штат Огайо, у Великому Клівленді (з поштовою адресою в Клівленді).
Компанія була заснована в 1917 році і торгується на NYSE з 9 грудня 1964 року. Фірма є однією з найбільших компаній у світі в галузі технологій управління рухом, включаючи аерокосмічну, кліматичну, електромеханічну, фільтраційну, рідинну та газову, гідравліка, пневматика, управління процесом, а також герметизація та екранування. В компанії працює близько 58 000 людей у всьому світі.
У 2016 році компанія зайняла 230 місце в рейтингу Fortune 500.

## Історія

### 1917–1950
Артур Л. Паркер заснував фірму як компанія Parker Appliance Company в Огайо приблизно в 1917 або 1918 рр. У перші роки він будував пневматичні гальмівні системи для автобусів, вантажних автомобілів та поїздів. У 1919 році вантажівка Паркера ковзала по обриву, в результаті чого компанія втратила весь запас і змусила засновника повернутися на попередню роботу. Тим не менше, він перезапустив компанію Parker Appliance Company в 1924 році.
До 1927 року фірма розширилася до літаків. Для свого польоту через Атлантичний океан Чарльз Ліндберг просив використовувати деталі Паркера при будівництві його літака Дух Сент-Луїса. Фірма зробила внесок у систему, яка з'єднала 16 паливних баків літака.
Під час Другої світової війни Паркер пережив бум бізнесу як основний постачальник армійських з'єднань ВВС США. До 1943 року у фірмі працювало 5000 жителів Клівленда, штат Огайо. Після смерті Артура Паркера в 1945 р. та закінчення війни компанія наблизилася до банкрутства через раптовий спад попиту. Дружина Артура Паркера, Хелен Паркер, взяла на себе контроль над компанією та запобігла її ліквідації. Вона найняла новий управлінський персонал і спрямувала увагу компанії на цивільне виробництво.

### 1950–1960-ті
На початку 1950-х років керівники фірми поставили за мету зробити Паркер, як висловилася The New York Times, "General Electric fluid fluid" - ціллю, якої вона загалом досягла в найближчі десятиліття. У 1957 році компанія придбала Hannifin, виробника клапанів та виробів з циліндрів, і змінила свою назву на Parker Hannifin. Потім відбулося ще багато придбань, і до 1979 року компанія досягла 40 придбань.
У 1953 році син Артура Паркера Патрік С. Паркер почав працювати в компанії на повний робочий день. Він став її президентом у 1968 році, а в 1971-1983 роках обіймав посаду генерального директора, а з 1977 по 1999 рік - головою правління. Під час і після його перебування фірма різко зросла, а доходи зросли зі 197 млн. Дол.
Компанія дебютувала на Нью-Йоркській фондовій біржі в 1964 році під символом PH. У 1966 році компанія приєдналася до списку Fortune 500. Компанія розробила деталі для судна, що використовувались при першій посадці пілотованого Місяця в 1969 році.

### 1970–1990-ті
Економічний спад в 1970 р. змусив компанію розширити свою мету за межі своєї уваги до гідравлічних систем. У наступні роки він почав поширюватися на автозапчастини, які вважаються більш стабільною галуззю. Компанія також спрямувала себе на зростання в аерокосмічній галузі, придбавши компанії, які створили управління польотом та обладнання колісних гальм для літаків. До 1979 року у Parker Hannifin працювали 20 000 чоловік на 100 заводах, продаючи 90 000 товарів для машин, літаків, автомобілів та будівельного обладнання 60 000 клієнтів. Компанія виготовила частину обладнання всередині механічної акули у фільмі "Щелепи" 1975 року.
У 1982 році Пол Г. Шломер замінив Патріка Паркера на посаді президента компанії (хоча Патрік Паркер залишався головою та генеральним директором). Того ж року фірма вийшла на мексиканський ринок. До 2008 року Parker Hannifin Mexico почне працювати на 11 заводах в країні, сім з яких виготовляли деталі виключно для ринку США. У 1988 році компанія досягла продажів у розмірі 2 мільярди доларів.
Фірма відкрила свій перший роздрібний магазин "ParkerStore" в Клівленді в 1993 році. Протягом 10 років мережа магазинів розширилася до 200 місць у США та понад 400 у всьому світі. ParkerStores пропонує різноманітну продукцію Parker, включаючи гідравліку, автоматику та шланги та фітинги, в місцях, близьких до покупців промислових товарів. Системи Parker Hannifin допомогли контролювати масивну копію "Титаніка" в однойменному фільмі 1997 року. У 1997 році фірма перенесла свою штаб-квартиру з Клівленда в нову будівлю в Мейфілд-Гайтс, передмісті Клівленда. У 1999 році продажі компанії досягли приблизно 5 млрд. Доларів.

### 2000-ті – сьогодні
Паркер Ганніфін придбав Commercial Intertech Corporation, виробника гідравлічних систем, у 2000 році. При вартості 366 мільйонів доларів це було на той момент найбільшим придбанням Parker Hannifin.
У 2001 році генеральний директор Дон Уошкевич ввів у роботу компанії методи безалкогольного запуску і заявив, що за десятиліття це скоротило час отримання котирувань цін на 60% і скоротило терміни розробки продукції на 25%.
У 2002 році компанія призначила Крейга Максвелла керівником інженерії; Максвелл акцентував увагу на інноваціях, а також на строгості; він аргументував і отримав річний бюджет у 20 мільйонів доларів на фінансування винаходів синього неба, зроблених інженерами, і дав інженерам час продовжувати їх; водночас його команда розробила програмне забезпечення, яке дозволяє відстежувати кожен з 1700 поточних науково-дослідних проектів компанії, класифікованих за ризиком та потенційною винагородою, та ретельно керувати їхнім прогресом. У 2011 році він найняв Райана Фарріса з Університету Вандербільта та ліцензував патенти, що охоплюють потужний екзоскелет, над яким Фарріс працював у Вандербільті. У 2015 році компанія відкрила внутрішній бізнес-інкубатор, який Максвелл запропонував, коли його вперше прийняли на роботу.
У 2008 році компанія виграла контракти на будівництво пального та гідравлічних систем для авіалайнерів Airbus A350. Через два роки її продукція була використана для ремонту нафтової вишки Deepwater Horizon.
Томас Вільямс взяв на себе роль генерального директора від Washkewicz у 2015 році. У 2016 році було завершено його найбільше придбання на сьогоднішній день, придбавши Clarcor, виробника систем фільтрації, за 4,3 мільярда доларів.

## Аерокосмічна діяльність
Аерокосмічний підрозділ Parker Hannifin, Parker Aerospace, розробляє та виробляє аерокосмічне гідравлічне обладнання. Це постачальник деталей літальних апаратів для виробників літаків, включаючи компоненти паливної системи та високотемпературні вентиляційні клапани. Компанія Parker Aerospace, що базується в Ірваїні, штат Каліфорнія, також працює в Аризоні та Мексиці. Компанія уклала контракти на запчастини та технічне обслуговування машин, вироблених Airbus, Rolls-Royce, Commercial Aircraft Corporation of China, а також інших виробників.
У 1993 р. Федеральна авіаційна адміністрація уклала контракт з компанією Parker Aerospace на розробку нового приладу контролю - мультисенсорної системи перевірки польотів для польоту літаків.
Помітними придбаннями підрозділу є підрозділ Abex / NWL, що базується в штаті Мічиган, в 1996 році, та Неаполь, штат Флорида, компанія Shaw Aero Devices у 2007 році. У 2012 році компанія спільно з General Electric створила 50 спільних підприємств Advanced Atomization Technologies для виробництва паливних форсунок для комерційних авіаційних двигунів.

### Боїнг 737 аварії та інциденти
У 1995 році було виявлено, що несправності сервоприводу, який Паркер Ганніфін постачав Boeing для використання в їх літаках 737, могли спричинити кілька аварій та інцидентів, включаючи катастрофи рейсу United Airlines 585 та рейсу USAir 427.
У 2004 році присяжні Лос-Анджелеса зобов'язали Паркер Ханніфін виплатити сім'ям позивачів 43 мільйони доларів США внаслідок катастрофи літака SilkAir Flight 185 в Індонезії. Згодом Паркер Ганніфін оскаржив вирок, що призвело до позасудового врегулювання на невизначену суму. Індонезійський національний комітет з безпеки на транспорті (NTSC) не зміг встановити причину катастрофи через майже повну відсутність речових доказів через повне знищення; Національний комітет з безпеки на транспорті (NTSB), не погодився, і дійшов висновку що аварію спричинив, можливо, навмисно, пілот.
FAA замовила модернізацію всіх систем управління кермом Boeing 737 до 12 листопада 2002 року. Фірма стверджувала, що компоненти, які вони постачали, не винні, посилаючись на те, що виріб має одну з найбезпечніших записів у своєму класі, але директива FAA пішла незалежно.

### Несправність лінії фельдрауліка F-35
18 січня 2013 року варіант F-35B Lockheed Martin F-35 Lightning II був заземлений після відмови фельдравличної лінії в рушійній системі літака, що управляє системою векторизації вихлопних газів. Це відбулося після інциденту двома днями раніше 16 січня, в якому силова установка зазнала фельдравличного збою до звичайного зльоту. Попереджувальне призупинення польоту було призначене для збереження безпеки, забезпечуючи при цьому час, щоб зрозуміти причину поламки рушійної фельдравличної лінії. Несправність була визнана виробничим дефектом підрозділом Stratoflex Паркера Ганніфіна.
1. 1 2  Global LEI index
2. ↑  ROR Data — v1.19 — 2023. — doi:10.5281/ZENODO.7644942
3. 1 2 3  Форма 10-K — 2022.